# Jan Evangelista Mácha
Jan Evangelista Mácha (16. prosince 1798, Ostrava – 5. listopadu 1845, Olomouc) byl český římskokatolický kněz, biblista, v letech 1825–1845 profesor Starého zákona na olomoucké teologické fakultě, v roce 1835 jejím děkanem. Roku 1836 byl i rektorem Františkovy univerzity v Olomouci.